# 양산도서관 (오산시)
오산시 양산도서관은 경기도 오산시 소재의 도서관이다.

## 연혁
- 2010.01.19 오산시 양산도서관 준공
- 2010.05.13 오산시 양산도서관 개관

## 시설현황
- 지하1층: 기계실
- 1층: 어린이자료실, 독산성 미니어처, 독산성 소견도
- 2층: 종합자료실, 사무실, 디지털자료실
- 3층: 다목적실, 문화강좌실 Ⅰ/Ⅱ, 회의실
- 4층: 열람실Ⅰ/Ⅱ, 휴게실

## 이용 안내
이용 시간
| 구분                                 | 평일          | 토·일요일     | 법정공휴일    |
| ------------------------------------ | ------------- | ------------- | ------------- |
| 종합자료실 어린이자료실 디지털자료실 | 09:00 ~ 22:00 | 09:00 ~ 18:00 | 09:00 ~ 18:00 |
| 열람실                               | 07:00 ~ 24:00 | 07:00 ~ 24:00 | 09:00 ~ 18:00 |

휴관일
- 1월 1일, 설 연휴, 추석 연휴
- 매월 셋째 월요일
- 특별한 사유로 필요하다고 인정하는 날